# Cynomoriowate

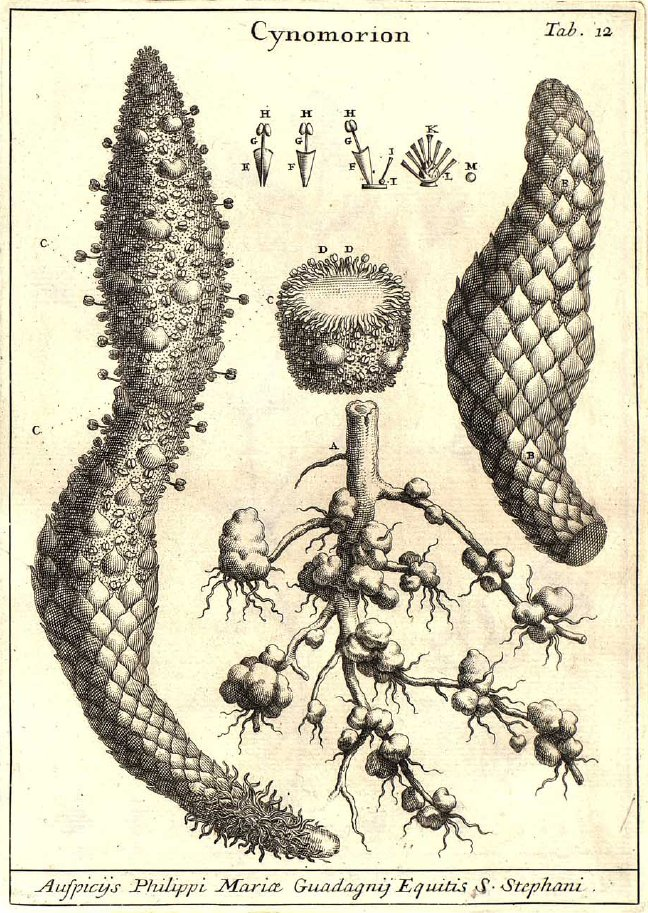
Morfologia Cynomorium

Cynomoriowate (Cynomoriaceae) – rodzina pasożytniczych bylin o niejasnej pozycji systematycznej, prawdopodobnie należąca do rzędu skalnicowców (Saxifragales). Jest taksonem monotypowym – należy do niej jeden rodzaj zwane po polsku cynomorium lub pąkiew (Cynomorium). W obrębie rodzaju wyróżnia się dwa gatunki, występujące na suchych terenach, także na pustyniach i półpustyniach w rejonie Morza Śródziemnego oraz Azji południowo-zachodniej i środkowej.

## Morfologia
Rośliny są bezzieleniowymi pasożytami korzeniowymi. Nad powierzchnię ziemi wystawiają tylko maczugowate, ciemnoczerwone kwiatostany wyrastające na mięsistych trzonach okrytych łuskowatymi, skrętoległymi liśćmi. Kwiaty są drobne i mają prostą budowę, przy czym w kwiatostanie obserwowano wymieszane zarówno kwiaty męskie, żeńskie jak i obupłciowe. Okwiat składa się z 4 do 6 (rzadziej z 1 do 8) wąskich listków. Pręcik, jeśli występuje to pojedynczo. Zalążnia jest dolna, niepodzielona na komory z pojedynczym zalążkiem. Słupek prosty, pojedynczy, w kwiatach męskich zredukowany jest do miodnika. Owocem jest orzeszek.
Pod ziemią znajdują się kłącza rosnące poziomo. Poprzez korzenie boczne łączy się ono z korzeniami żywiciela. Korzenie wnikają do wnętrza rośliny żywicielskiej podłączając się do jej wiązek przewodzących. W miejscu połączenia po kilkuletnim okresie wzrostu rozwijają się zawiązki pędów kwiatonośnych.

## Biologia i ekologia
Cynomorium szkarłatne spotykane w obszarze śródziemnomorskim i na Bliskim Wschodzie pasożytuje na różnych gatunkach roślin, w tym na mirtach (Myrtus), tamaryszkach (Tamarix), pistacjach (Pistacia), zatrwianach (Limonium), wiechlinowatych, astrowatych i szarłatowatych (głównie komosach (Chenopodium). Cynomorium songaricum pasożytuje głównie na roślinach z rodziny łużnikowatych z rodzajów łużnik (Nitraria) i poganek Peganum.

## Systematyka
Ze względu na uproszczoną budowę wynikającą z pasożytniczego trybu życia, rośliny te mają bardzo niejasną pozycję w systemie roślin okrytonasiennych. W systemach XX-wiecznych (Cronquista i Takhtajana) rodzaj Cynomorium włączany był do również pasożytniczych gałecznicowatych (Balanophoraceae). W systemach APG, włącznie z APG IV (2016) rośliny te umieszczane są jako grupa o niejasnej pozycji systematycznej (incertae sedis). W 2005 opublikowano wyniki badań genetycznych, które jednoznacznie, choć niezbyt precyzyjnie sytuują Cynomorium w obrębie skalnicowców (Saxifragales). Wyniki te uwzględnia m.in. Angiosperm Phylogeny Website. W 2009 zasugerowano przynależność Cynomorium do rzędu różowców (Rosales), co przyjęte zostało jednak z dużym powątpiewaniem.
Podział:
- rodzaj: Cynomorium Linnaeus, Sp. Pl. 970. 1 Mai 1753
  - gatunek: Cynomorium coccineum L. – cynomorium szkarłatne – występuje od wysp Kanaryjskich, poprzez wybrzeża Morza Śródziemnego, po Azję południowo-zachodnią (Afganistan, Iran)
  - gatunek: Cynomorium songaricum Rupr. – znane z takich krajów jak: Afganistan, Iran, Turkmenistan, Uzbekistan, Mongolia.

## Zastosowanie
Cynomorium szkarłatne zwane w języku arabskim "tarthuth" zbierane było przez Arabów i Beduinów na terenach pustynnych Afryki północnej i Bliskiego Wschodu od tysięcy lat. Młode pędy kwiatowe były spożywane, a ze starszych sporządzano napary stosowane przy leczeniu kolki i choroby wrzodowej. Pędy były też suszone i stosowane jako przyprawa do potraw mięsnych. Zastosowania leczniczego tej rośliny nauczyli się od Arabów szpitalnicy z Jerozolimy i praktykowali jej stosowanie po utracie Palestyny przez krzyżowców i przeniesieniu się na Maltę. Tu cynomorium rosło na Grzybiej Skale (Fungus Rock) i stało się pilnie strzeżonym skarbem szpitalników. Za kradzież rośliny groziło uwięzienie lub los niewolnika na galerach. Roślina stała się słynna jako „grzybek maltański” (Fungus melitansis) i była szeroko stosowana przy leczeniu udarów, chorób wenerycznych, nadciśnienia krwi, przy wymiotach, nieregularnych miesiączkach, także jako środek antykoncepcyjny i pasta do zębów. Szerokie zastosowanie rośliny wynikało z nauki o sygnaturach – ponieważ przypominała organy i krew ludzką odpowiednio do tego stosowano ją w lecznictwie. W tradycyjnej medycynie chińskiej Cynomorium songaricum było wykorzystywane jako środek wzmacniający oraz do leczenia impotencji i nocnych wytrysków.
Współczesne badania potwierdziły aktywność biologiczną wyciągów z tych roślin. Cynomorium szkarłatne wpływa na działanie przysadki i wydzielanie gonadotropin. W efekcie stwierdzono wpływ na rozwój jąder i najądrzy u szczurów. Z kolei triterpeny zawarte w Cynomorium songaricum wykazują działanie inhibujące proteazy wirusów HIV.
Niezależnie od wąskiego zakresu oddziaływań potwierdzonych naukowo, cynamorium jest często oferowanym preparatem ziołowym zalecanym przez sprzedawców do leczenia impotencji oraz schorzeń nerek i jelit.

## Zagrożenia i ochrona
Ze względu na biologię tych roślin, praktycznie nic nie wiadomo o możliwościach ich uprawy. W efekcie rośliny stosowane do produkcji preparatów leczniczych pozyskiwane są z natury. Powoduje to coraz rzadsze występowanie tych roślin, lokalnie stało się przyczyną ich wymarcia.